# Tour de la Farmacia Central de Túnez
El Tour de la Farmacia Central de Túnez (oficialmente: Tour de la Pharmacie Centrale de Tunisie; también llamada simplemente: Tour de la Pharmacie Centrale) es una carrera ciclista profesional por etapas que se disputaba en Túnez, en el mes de abril.
Se creó en 2006 como carrera amateur. Desde el 2007 formó parte del UCI Africa Tour, dentro de la categoría 2.2 (última categoría del profesionalismo). Su última edición fue en el 2008 y en ella cambió levemente su nombre oficial por el de Tour Cycliste International de la Pharmacie Centrale. En 2018, tras 9 años de ausencia, volvió a disputarse.
Tuvo entre 8 etapas, con la última con doble sector (en 2006 y 2007) y 7 etapas (en su última edición). En su regreso en 2018 estaban previstas 4 etapas aunque finalmente solamente se disputaron 2 debido al abandono de muchos corredores.

## Palmarés
| Año                               | Ganador         | Segundo         | Tercero           |
| --------------------------------- | --------------- | --------------- | ----------------- |
| 2006                              | Hassan Ben Nasr | Thomas Rabou    | Jean-Noël Wolf    |
| 2007                              | Hassan Ben Nasr | Aymen Berini    | Matthias Sellnow  |
| 2008                              | Thomas Nosari   | Hassan Ben Nasr | Eddy Lamoureux    |
| 2009-2017 ediciones no realizadas |                 |                 |                   |
| 2018                              | Gaëtan Bille    | Adrien Thomas   | Stéphane Poulhiès |

## Palmarés por países
| País    | Victorias |
| ------- | --------- |
| Túnez   | 2         |
| Francia | 1         |
| Bélgica | 1         |